# 6463 Isoda
6463 Isoda è un asteroide della fascia principale. Scoperto nel 1994, presenta un'orbita caratterizzata da un semiasse maggiore pari a 2,6116952 UA e da un'eccentricità di 0,1851968, inclinata di 11,94666° rispetto all'eclittica.